# أليكسيس كوسيو
أليكسيس كوسيو (بالإسبانية: Alexis Cossio)‏ (11 فبراير 1995 ببيرو - ) هو مدرب كرة قدم ولاعب كرة قدم بيروفي في مركز الدفاع. لعب مع نادي سبورتينغ كريستال.

## روابط خارجية
- أليكسيس كوسيو على موقع قاعدة بيانات كرة القدم.إي يو (الإنجليزية)
- أليكسيس كوسيو على موقع Soccerway.com (الإنجليزية)
- أليكسيس كوسيو على موقع AS.com (الإسبانية)